# Raw (формат изображения)
- .ari, .dpx — Arri
- .arw, .srf, .sr2 — Sony
- .bay — Casio
- .crw, .cr2, .cr3 — Canon
- .dng — Adobe
- .dcr, .kdc — Kodak
- .erf — Epson
- .3fr — Hasselblad
- .mef — Mamiya
- .mrw — Konica Minolta
- .nef, .nrw — Nikon, Nokia
- .orf — Olympus
- .ptx, .pef — Pentax
- .raf — Fujifilm
- .raw, .rwl, .dng — Leica
- .raw, .rw2 — Panasonic
- .r3d — Red One
- .srw — Samsung
- .x3f — Sigma

Raw (от англ. Raw — «сырой», чаще — RAW) — формат цифровых файлов изображения, содержащий необработанные данные об электрических сигналах с фотоматрицы цифрового фотоаппарата, цифровой кинокамеры, а также сканеров неподвижных изображений или киноплёнки.
В таких файлах содержится информация, полученная непосредственно с АЦП об электрических сигналах матрицы, не имеющая какой-либо общепринятой спецификации (стандарта). Из-за технических особенностей матриц и АЦП разных производителей всеобщего стандарта RAW не существует, и файлы с разных устройств отличаются друг от друга. Поэтому их чтение и конвертация требуют специальных приложений, часто непригодных для работы с файлами RAW других производителей, и даже моделей камер тех же брендов. По этой же причине расширение файла RAW может быть разным у разных типов фото- и видеоаппаратуры.

## Особенности
Файлы типа RAW иногда называют «цифровым негативом», поскольку они играют роль, похожую на роль негатива в аналоговых фотографии и кинематографе. Как фотографический, так и кинонегатив не являются конечным изображением, но содержат всю необходимую информацию для его создания. Похожий смысл несёт и процесс конвертации файлов RAW, называемый в большинстве приложений «проявлением» (англ. Development), поскольку по аналогии с обработкой фотоматериалов, позволяет так или иначе интерпретировать заложенную в скрытом изображении информацию.
При конвертации сам файл RAW никак не изменяется, а служит исходным материалом для создания другого файла, пригодного для визуализации и печати. Однако, процесс приводит к необратимой потере информации, которая не может быть восстановлена из полученных таким образом файлов. Кроме того, файлы RAW при конвертации подвергаются дебайеризации для перевода монохромного массива данных в то или иное цветовое пространство. Конечный графический файл, пригодный для просмотра в графических редакторах, это «отпечаток» с «цифрового негатива», условия создания которого при конвертации можно изменять, как в процессе аналоговой фотопечати. Конвертация файлов RAW может происходить как встроенным в камеру штатным конвертером, генерирующим «на лету» снимки форматов TIFF или JPEG, так и после съёмки на внешнем компьютере. В первом случае исходные файлы RAW могут не сохраняться на карте памяти, поскольку занимают дополнительный объём.
Внутрикамерные настройки баланса белого, светочувствительности и стиля изображения являются не чем иным, как регулировками встроенного конвертера. Поэтому при внешней конвертации на компьютере большинство этих настроек может быть изменено в любую сторону без потери качества изображения. При этом вместо выбора стиля изображения могут быть непосредственно настроены яркость, контраст, цветовая насыщенность и контурная резкость. Выбранные во время съёмки установки баланса белого служат при преобразовании лишь в качестве настройки по умолчанию, поскольку файлы RAW сами по себе никак не интерпретируют цвет снятых объектов. Выбранную перед съёмкой цветовую температуру при конвертации файла можно поменять в любую сторону без каких-либо ограничений. Всё это позволяет получать изображение очень высокого качества даже в случае значительных ошибок в момент съёмки.
Так же, как и негатив фотоснимка или кинофильма, файлы RAW обладают бо́льшими фотографической широтой и глубиной цвета, чем конечные снимки. Это объясняется тем, что в этих файлах часто используются 12- или 14-битные цветовые пространства, способные сохранять значительно больше данных, чем общепринятые 8-битные изображения формата JPEG. Так, по данным журнала «Digital Photography Review», файлы RAW камеры Nikon D3 обладают широтой до 12 экспозиционных ступеней, тогда как при съёмке в стандарте JPEG этот же параметр не превышает 8,6 «стопа».
Все перечисленные особенности означают полное превосходство RAW по сравнению со стандартными форматами при необходимости получения фотографий и кинематографического изображения высокого качества. По этой причине «сырой» формат в обязательном порядке используется в коммерческой фотографии, а также в профессиональном цифровом кинематографе. Однако, в фотожурналистике использование RAW ограничено, прежде всего из-за требований оперативности, исключающих дополнительное время на конвертацию вне камеры. Кроме того, исходные файлы RAW значительно труднее передать по сети интернет, чем внутрикамерные JPEG. Агентство Reuters в 2015 году даже ввело запрет на приём фотографий от внештатных репортёров, если они конвертированы в JPEG внешним конвертером. Это объясняется также соображениями достоверности изображений, которые при конвертации могут быть модифицированы.

## Содержимое файлов RAW
В Raw-файл записываются оцифрованные данные от каждого элемента светочувствительной матрицы после минимальной обработки. Структура и содержимое файлов RAW чаще всего известны только производителю оборудования, в котором используется конкретная версия формата. Эти спецификации представляют коммерческую ценность и не разглашаются. Поэтому для конвертации в стандартный читаемый файл должно использоваться фирменное программное обеспечение или приложения сторонних производителей, как правило, созданные с помощью реверс-инжиниринга. Один из самых известных конвертеров, пригодный для работы с наиболее распространёнными RAW-форматами, называется Adobe Photoshop Lightroom.
В Raw-файлах также содержатся стандартные данные, общепринятые во всей отрасли:
- метаданные, идентифицирующие камеру;
- метаданные с техническим описанием условий съёмки;
- параметры конвертации, установленные в момент съёмки во внутрикамерном конвертере;
- цифровые кинокамеры дополнительно записывают данные о номерах монтажного кадра и дублей, а также положение панорамной головки[10];

В фотоаппаратуре изображение в формате RAW доступно в цифровых зеркальных камерах, беззеркальных фотоаппаратах и некоторых псевдозеркальных камерах. Однако некоторые фотокамеры могут создавать такие файлы, находясь в недокументированном отладочном режиме либо с изменённой прошивкой. С выходом Android 5 Lolipop съёмка в формате RAW доступна и на смартфонах.

## Стандартизация в DNG
Компанией Adobe также был предложен формат DNG (Digital Negative) в качестве общего стандартизованного формата хранения как «негатива» (сырых данных с камеры), так и «позитива» (конечного изображения) с описанием параметров преобразования.
Компании Leica, Pentax, Hasselblad, Sigma, Samsung, Ricoh включили поддержку DNG в свои новые камеры наряду с собственными Raw-файлами, однако большинство производителей продолжает использовать только собственные Raw-форматы.
Компанией Adobe также была выпущена утилита для преобразования файлов Raw в новый формат, она поддерживает более 560 фотокамер (на лето 2015 г.) и список продолжает увеличиваться. Особенностью формата DNG являются метаданные, которые должны быть включены в файл, чтобы описывать ключевые сведения о камере и её установках.

## Просмотр
Файлы формата RAW непригодны для просмотра на компьютере. Однако фотографам, производящим сотни и тысячи кадров за фотосессию, нужны программы сортировки и каталогизации фотографий — часто их совмещают с RAW-конвертером. Такие программы «проявляют» RAW и сохраняют в собственной базе готовый JPEG, часто низкокачественный. В некоторые форматы RAW (Nikon NEF) встроен низкокачественный JPEG предпросмотра.
Некоторые универсальные программы просмотра графики (XnView) либо проводят быструю и некачественную конвертацию RAW, часто с «поломанными» цветами (DNG производства CHDK), либо используют JPEG предпросмотра.

## Редактирование
Использовать Raw-файл напрямую для печати невозможно (если только фотоаппарат сам не осуществляет предпечатную подготовку Raw), так как в большинстве матриц современных фотоаппаратов используется фильтр Байера.
Универсального ПО для непосредственного редактирования любых Raw-файлов не существует, так как форматы Raw различаются не только у разных производителей, но и у разных моделей камер. Для дальнейшего использования следует с помощью совместимой программы отрегулировать гистограмму и другие параметры (скорректировать виньетирование, хроматические аберрации, шумоподавление и др.) и сохранить файл в одном из стандартных графических форматов (например, в JPEG или TIFF).
Достоинством работы с файлами RAW по сравнению с общепринятыми считается возможность многократной коррекции любых настроек без изменения исходных файлов. При конвертации «сырые» файлы никак не модифицируются, а готовые фотографии могут быть многократно переделаны в случае неудовлетворительной точности настроек конвертора. При обработке файлов TIFF или JPEG для этого требуется их резервное копирование. Кроме того, большинство внешних конвертеров предполагает пакетную коррекцию настроек. Достаточно откорректировать один файл и применить эти же настройки ко всем остальным, снятым в тех же условиях.

## Особенности формата

### Достоинства
- Гораздо больше полутонов благодаря большему числу бит в цифровом представлении сигнала позволяют сильнее корректировать снимки без появления дефектов (таких как постеризация).
- Цветовой охват Raw включает все воспринимаемые камерой цвета. Цветовой охват системы sRGB, в которую фотоаппараты обычно конвертируют данные с сенсора при сохранении в JPG, не содержит ни одного чистого спектрального цвета.
- Возможность некоторой коррекции экспозиции после съёмки.
- Возможность коррекции баланса белого, контрастности, насыщенности, яркости и уровня шума с тем же и лучшим качеством, как если бы соответствующие настройки были установлены при фотографировании.
- Возможность коррекции недостатков объектива (виньетирование, хроматические аберрации) на неинтерполированном кадре.
- При сохранении снимка не вносятся искажения преобразования[3].
- Преобразование может быть более качественным, поскольку выполняется мощным процессором компьютера без ограничений по времени, а не сравнительно слабым процессором камеры, который обязан обработать снимок быстро.
- При съёмке в нестандартном спектральном диапазоне (например, в ультрафиолете или инфракрасном свете) можно достичь желаемого художественного эффекта и получить качественный снимок.

### Недостатки
- Формат представлен множеством несовместимых видов.
- Невозможность редактирования без предварительного преобразования.
- Определённые сложности с просмотром файлов на бытовых устройствах и компьютерах без предварительного преобразования.
- Требуется время на преобразование в форматы для интернета или печати.
- Больший объём файлов, чем при сохранении в JPEG.
  - На карте памяти умещается меньше кадров.
  - Большинство фотоаппаратов, имеющих возможность записи в Raw, при серийной съёмке в JPEG может снять до нескольких десятков кадров подряд или даже снимать непрерывно до заполнения карты памяти. Количество файлов зависит от буфера памяти и, как правило, составляет порядка 20-30 кадров. Максимальная длина серии в RAW намного меньше: от шести штук для Nikon D5200 до десяти-двадцати кадров для топовых фотоаппаратов.
- Избыточность. Нередко Raw-файл содержит в себе ещё и достаточно большого размера jpeg-изображение для предпросмотра, что увеличивает размер файла.

## Программная поддержка
Хотя формат и имеет одно название, у каждого из ведущих производителей цифровой фототехники своя спецификация формата Raw, что позволяет производителям оптимизировать свои технологии. К фотоаппаратам производители обычно прилагают собственные программы, обрабатывающие Raw-файлы только их продуктов.
Независимые создатели программного обеспечения стараются обеспечить поддержку форматов всех производителей.

### Raw-конвертеры
Raw-конвертер — это программное обеспечение, позволяющее создавать из необработанных данных с матрицы конечные графические файлы. Как и хороший объектив, Raw-конвертер — важная составляющая цифрового зеркального фотоаппарата. Качество получаемых из Raw-файлов фотографий зависит от конвертера: различия обнаруживаются как при обработке снимков в автоматическом режиме, так и при ручной настройке.
Свободно распространяемые:
- dcraw — и базирующиеся на его исходных текстах программы UFRaw, Faststone, плагин к GIMP и многие другие[14]
- Able Rawer
- digiKam
- Rawstudio
- LibRaw
- XnView
- RawTherapee
- Darktable
- RPP (только для Mac OS X)
- Photivo
- Raw.pics.io (онлайн, работает в браузере)

Проприетарные:
- Adobe Camera Raw — плагин к популярному графическому редактору Adobe Photoshop[15]
- Adobe DNG Converter
- ACDSee
- Adobe Photoshop Lightroom, основанный на исходных текстах ранее выпускавшейся программы Rawshooter фирмы Pixmantec[16]
- Apple Aperture (только для Mac OS X)
- Corel AfterShot Pro (Ранее Bibble)
- BreezeBrowser
- Capture One — Phase One
- Leaf Capture — Leaf
- Phocus — Hasselblad
- DxO[англ.]
- RawShooter
- Silkypix Developer Studio

Поставляемые производителями фотоаппаратов (как правило, входят в комплект поставки):
- Canon Digital Photo Professional
- Fujifilm Raw File Converter EX by SilkyPix
- Konica Minolta Dimage Viewer
- Nikon Capture NX
- Olympus Master, Olympus Viewer
- Pentax Digital Camera Utility
- Sony Image Data Converter SR
- Samsung Raw Converter